# 柏树乡 (汝阳县)
柏树乡，是中华人民共和国河南省洛陽市汝阳县下辖的一个乡镇级行政单位。

## 行政区划
柏树乡下辖以下地区：
柏树村、华沟村、漫流村、布岭村、黄路村、康扒村、秦停村、五龙村、水磨村、孔龙村、枣林村、石门村和杨沟村。